# Gongdan-dong
Gongdan-dong (koreanska: 공단동) är en stadsdel i staden Gumi i provinsen Norra Gyeongsang i den centrala delen av Sydkorea, 205 km sydost om huvudstaden Seoul.

## Indelning
Administrativt är Gongdan-dong indelat i:
| Namn    | Namn               | Yta km² | Invånare 31 dec 2020 |
| ------- | ------------------ | ------- | -------------------- |
| 공단1동 | Gongdan 1(il)-dong | 4,58    | 7 158                |
| 공단2동 | Gongdan 2(i)-dong  | 7,95    | 4 835                |